# 大朝交通
大朝交通（日语：／ Ōasa kōtsū */?）是服務日本廣島縣北廣島町大朝一帶的運輸公司。業務範圍包含公車、觀光巴士及計程車。在北廣島町政府的援助下，大朝交通亦接手一部分以往由中國JR巴士及廣電巴士營運的大朝地區觀光業務。此外，大朝交通亦接手前廣島電鐵大朝千代田線業務，並命名爲「希望巴士」。除此之外，大朝交通亦加入了希望巴士協同組合。

## 沿革
- 1971年12月22日：成立。[1]
- 1985年5月2日：開始營運大朝到美和之間的替代巴士服務。[2]
- 2006年7月1日：開始營運大朝希望的士。[3]
- 2021年3月：開始營運快餐車服務。[4]

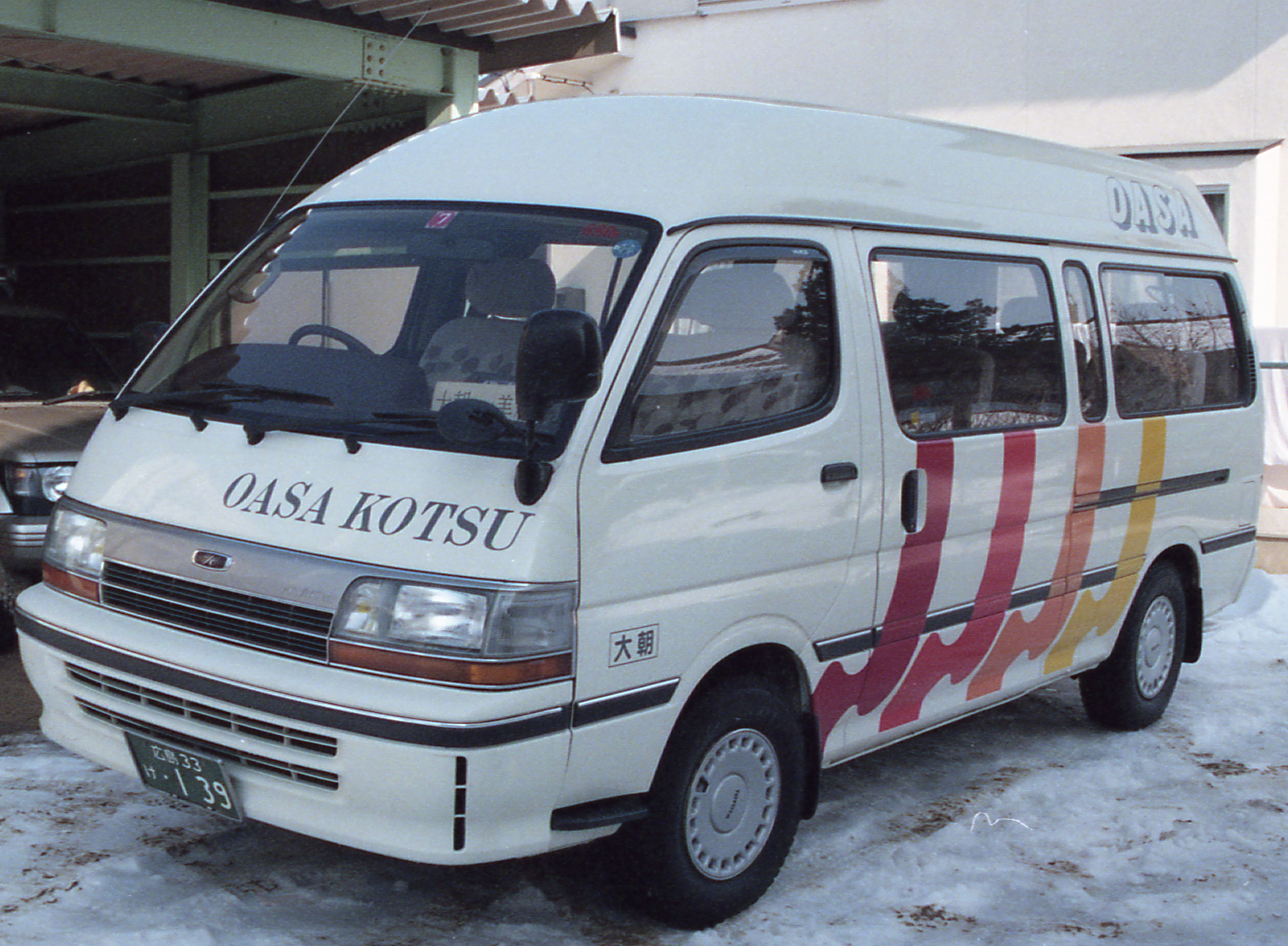
大朝美和線1996年間所使用的車輛
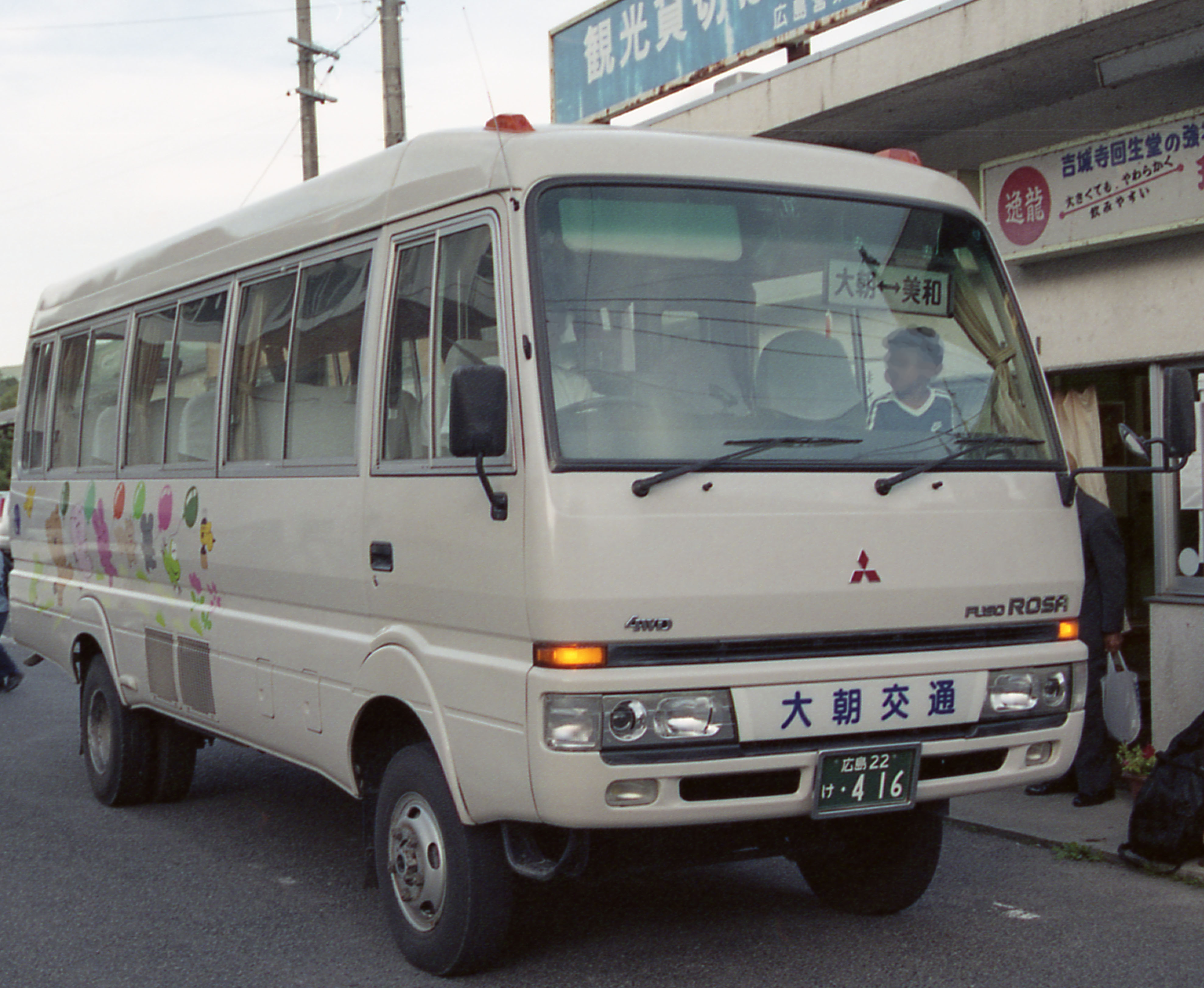
大朝美和線2000年間所使用的車輛

## 路線
- 目前共營運兩條路線巴士，分別爲
  - 來往北廣島病院及大朝站的大朝千代田線[5]
  - 來往大朝IC及安芸美和的大朝美和線[5]

## 外部鏈接
- 官方网站
- 大朝交通的Facebook專頁